# 巴巴哈尔
巴巴哈尔公主（?—?），元朝公主，是贵由的女儿，是也立安敦、阿剌真之后又一个被许嫁高昌回鹘亦都护的公主。
巴而术·阿而忒·的斤的曾孙火赤哈儿·的斤，抵抗窝阔台汗国和察合台汗国，到大都朝觐元世祖。元世祖忽必烈嘉奖他坚守火州，在1276年左右。把侄女巴巴哈尔公主嫁给他，赏赐了十二万钞锭，赈济畏兀儿百姓。至元十四年（1277年），海都、都哇的军队袭击高昌、哈密，火赤哈儿的斤战死于哈密。但火赤哈儿的斤与巴巴哈尔公主的联姻，巩固了蒙古对西域的控制，提高了亦都护的政治地位。